# Yugo Amaril
Yugo Amaril es un personaje de ciencia ficción que aparece en la Saga de la Fundación de Isaac Asimov.
Yugo Amaril fue un matemático originario del planeta Trántor, del Sector de Dahl. En su estancia en Dahl durante La Huida, Hari Seldon se encontró fortuitamente con Yugo, quien trabajaba como "calorero" (un trabajo considerado como de la clase baja y por tanto despreciado), y halló en él la brillantez necesaria para llevar a cabo el proyecto de la psicohistoria. En ese momento se acordó que Yugo fuera formado para trabajar en dicho proyecto. Posteriormente se convirtió en el principal contribuyente a la creación de la que sería la mejor herramienta para el análisis psicohistórico: el primer radiante. También fue él quién se dio cuenta de las cualidades especiales que presentaba  Wanda Seldon, nieta de Hari Seldon, las cuales transformarían la forma de encarar el proyecto psicohistórico a partir de ese entonces.
Nació en el seno de una familia de clase baja en el año 12000 E.G. (Era Galáctica) y trabajó como calorero en el Hoyo de calor Tyrell Tres hasta los veinte años. Logró convertirse en un matemático autodidacta de considerable calibre a pesar de no haber recibido educación formal. La sorprendente capacidad para las matemáticas que demostró ante Hari Seldon en su visita a Dahl impresionó de tal forma al matemático que éste le consiguió una beca en la Universidad de Streeling.
Se convirtió en la mano derecha de Seldon y fue, con él, fundador del Proyecto Seldon. Su tesón y perseverancia contrastaban con el genio inconstante de Seldon, siempre agobiado por las tareas administrativas. A Yugo se le atribuye el mérito de la creación del Primer Radiante. Su enorme capacidad de trabajo, llevada hasta extremos enfermizos, le condujo a una muerte prematura a los cincuenta y cuatro años de edad.
- Datos: Q662663